# Hans Krebs (vezérkari főnök)
Hans Krebs (Helmstedt, 1898. március 4. – Berlin, 1945. május 1. ) német tiszt, gyalogsági tábornok, a második világháborúban a német hadsereg utolsó vezérkari főnöke.

## Fiatalkora
Otto Krebs tanár és felesége, Adele két gyermeke közül elsőként jött világra. Hans 15 éves koráig a család Helmstedtben élt, ahol Hans a Julianumba járt gimnáziumba. 1913-ban Goslarba költöztek. Itt felvették a nyilvánvalóan tehetséges diákot a helyi gimnáziumba, egy osztályt átugorva.

## Az első világháború és a Weimari köztársaság
Az első világháború kezdetén, 1914-ben 16 évesen önként jelentkezett a 10. vadász-zászlóaljba. Franciaországban harcolt, többek között Verdunnél.
A háború után, már 1919-ben felvételt nyert az újra felállított Reichswehrbe, a 17. braunschweigi gyalogezred első századában szolgált.
1920. április 29-én feleségül vette Ilse Wittopot. 1921-ben született első, 1925-ben második lányuk, Anna-Marie és Liselotte.
Krebs főhadnagy ebben az időben bejárta a katonai karrier minden állomását, részt vett vezérkari kiképzésben. 1927-ben a 6. felderítő-zászlóaljnál szolgált, majd 1928-ban visszatért a 17. gyalogezredhez.

## A Harmadik Birodalom
1930-ban Krebs százados Berlinben a Reichswehrminisztériumban dolgozott. 1933 és 1934 között a moszkvai katonai attasé asszisztense, majd 1937-ig több egységben is megfordult amíg a család végre visszatért Berlinbe.
1939-ben miután előléptették alezredessé áthelyezték a Führerreserve-hez, az OKH-hoz, a 7. hadtest vezérkari főnökévé történő kinevezéséig. 1940-ben ezredessé léptették elő, majd 1943-ban kinevezték tábornokká és a Középső Hadseregcsoport vezérkari főnökévé. Ez év tavaszától részt vett a keleti front középső szakaszán folyó hadműveletekben.
A háború folyamán számos kitüntetésben részesült, többek között megkapta a Vaskereszt Lovagkeresztjét a Tölgyfalombokkal. Munkájának és személyiségének minden jellemzése rendíthetetlen nemzetiszocialista magatartásáról szól.
1945. március 29-én a szokásos kinevezésektől eltérően, több várományost átugorva Hitler kinevezte a hadsereg vezérkarának főnökévé, Heinz Guderian utódjává. Krebs volt az utolsó vezérkari főnök a kapituláció előtt. Április 29-én mint tanú, Joseph Goebbels, Wilhelm Burgdorf és Martin Bormann mellett aláírta Hitler politikai végakaratát. Az új birodalmi kancellár, dr. Goebbels és Bormann birodalmi miniszter utasítására Krebs különbéke-tárgyalásokat kezdett a szovjetekkel. A tábornok, aki Moszkvában töltött ideje óta jól beszélt oroszul, felkészült a tárgyalásokra, és 1945. május elsejének reggelén, hajnali 3 óra 50 körül találkozott tárgyalópartnerével, Csujkov vezérezredessel a 4. orosz gárdahadsereg főparancsnokával. Krebs közölte Hitler halálhírét, és megpróbálta feltételekhez kötni a fegyverszünetet. A szovjet delegáció nem fogadott el feltételeket, a feltétel nélküli megadást pedig Krebs nem fogadhatta el. A tárgyalás eredménytelenül zárult. Visszatért a Führerbunkerbe, és miután ugyanazon nap délutánján a bunker addigi lakóinak többsége elhagyta azt, Hitler adjutánsával, Burgdorf tábornokkal együtt fél tíz körül öngyilkos lett.
1945. május 8-án egy csoport orosz patológus felboncolta Krebs holttestét. A boncolási jelentés szerint Krebs nem lőtte főbe magát, mint ahogyan az elterjedt a haláláról, hanem kálium-cianiddal vetett véget életének.

## Kapcsolódó információk
- Lexikon der Wehrmacht (német nyelven)